# Gloria Saunders
Gloria Ella Saunders (n. 29 septembrie 1927, Columbia, Carolina de Sud, SUA – d. 4 iunie 1980, California, SUA) a fost o actriță americană de film și televiziune, în primul rând de la sfârșitul anilor 1940 până în 1960.

## Carieră
Cariera de actorie a lui Saunders a început pe scenă. A fost descoperită când a jucat într-o producție a lui Rebecca în sudul Statelor Unite, după care a jucat într-o producție din San Francisco, Adam Ate His Apple.
Saunders a apărut ca operator radio în filmul de război O.S.S. (1946) și în filmul Columbia Pictures Red Snow (1952), și a interpretat-o pe Zelda în producția Columbia Prisoners of the Casbah (1953).